# Mastersul European
Mastersul European este un turneu profesionist de snooker care se desfășoară încă dn 1989, sub diferite nume. Prima denumire a fost Openul European. Între 2005 și 2008 a fost cunoscut sub numele Cupa Malta, fiind singurul turneu profesionist de puncte care se desfășura în afara insulelor britanice. În 2016, turneul a reapărut în circuit sub numele actual.
Prima ediție a avut loc în ianuarie 1989, la Deauville, Franța. Ediția din 1990 a avut loc în martie, la Lyon, ulterior fiind mutat în Olanda sau Belgia. În 1993, s-au desfășurat două ediții, una in februarie, cealaltă în decembrie. În 1998, a ajuns în Irlanda, fiind denumit Openul Irlandei. Ediția din 2001 a avut loc în Malta, dar tot sub numele Openul European. În 2004 a revenit în Malta, iar un an mai târziu numele a fost schimbat în Cupa Malta. Turneul s-a desfășurat la Hilton Conference Centre, Portomaso, Malta în februarie. Premiile din 2006 au fost în valoare de £118,500, câștigătorului revenindu-i £18,000.
În sezonul 2005/2006, turneul a devenit prima competiție pe puncte la care în faza sferturilor de finală nu s-a aflat nici un englez. Mai înainte, numarul cel mai mic de englezi care au atins sferturile de finală ale unui turneu pe puncte a fost unu, în 1997 la Campionatul Mondial.
În 2016, turneul a fost relansat sub numele Mastersul European urmând să se dispute în România pentru trei ediții. Însă în 2017, după o singură ediție la București, turneul a fost mutat în Belgia. În 2020, a avut loc la Milton Keynes, din cauza pandemiei de COVID-19. Finala turneului s-a desfășurat în sistemul cel-mai-bun-din-17-jocuri, dar din 2022 a fost mărită la primul-la-10.
De-a lungul istoriei, au fost înregistrate în turneul cinci breakuri maxime. Alain Robidoux l-a reușit pe primul, în calificările ediției din 1989, împotriva lui Jim Meadowcroft. Al doilea i-a aparținut lui Shaun Murphy, în calificările ediției din 2016, contra lui Allan Taylor. Al treilea și al patrulea au venit la calificările din 2022. Pe 16 iulie, Zhang Anda a reușit breakul maxim în meciul contra lui Anton Kazakov; în ziua următoare, Hossein Vafaei a făcut un maxim contra lui Ng On-yee. Pentru ambii jucători au fost primele breakuri maxime oficiale. Cel de-al cincilea îi aparține lui Sean O'Sullivan și a venit la ediția din 2023, contra lui Barry Hawkins.

## Câștigători
| An                              | Campion                 | Finalist                  | Scor | Arenă                           | Oraș                  | Sezon   |
| ------------------------------- | ----------------------- | ------------------------- | ---- | ------------------------------- | --------------------- | ------- |
| Openul European (1989–1997)     |                         |                           |      |                                 |                       |         |
| 1989                            | John Parrott (ENG)      | Terry Griffiths (WAL)     | 9–8  | Casino de Deauville             | Deauville, Franța     | 1988/89 |
| 1990                            | John Parrott (ENG)      | Stephen Hendry (SCO)      | 10–6 | Palais des Sports               | Lyon, Franța          | 1989/90 |
| 1991                            | Tony Jones (ENG)        | Mark Johnston-Allen (ENG) | 9–7  | Imax Centre                     | Rotterdam, Olanda     | 1990/91 |
| 1992                            | Jimmy White (ENG)       | Mark Johnston-Allen (ENG) | 9–3  | Tongeren Snooker Centre         | Tongeren, Belgia      | 1991/92 |
| 1993 (Feb)                      | Steve Davis (ENG)       | Stephen Hendry (SCO)      | 10–4 | Arenahal                        | Antwerp, Belgia       | 1992/93 |
| 1993 (Dec)                      | Stephen Hendry (SCO)    | Ronnie O'Sullivan (ENG)   | 9–5  | Arenahal                        | Antwerp, Belgia       | 1993/94 |
| 1994                            | Stephen Hendry (SCO)    | John Parrott (ENG)        | 9–3  | Schijnpoort Arena               | Antwerp, Belgia       | 1994/95 |
| 1996                            | John Parrott (ENG)      | Peter Ebdon (ENG)         | 9–7  | Mediterranean Conference Centre | Valletta, Malta       | 1995/96 |
| 1997                            | John Higgins (SCO)      | John Parrott (ENG)        | 9–5  | Mediterranean Conference Centre | Valletta, Malta       | 1996/97 |
| Openul Irlandez (1998)          |                         |                           |      |                                 |                       |         |
| 1998                            | Mark Williams (WAL)     | Alan McManus (SCO)        | 9–4  | National Basketball Arena       | Tallaght, Irlanda     | 1998/99 |
| Openul European (2001–2004)     |                         |                           |      |                                 |                       |         |
| 2001                            | Stephen Hendry (SCO)    | Joe Perry (ENG)           | 9–2  | Mediterranean Conference Centre | Valletta, Malta       | 2001/02 |
| 2003                            | Ronnie O'Sullivan (ENG) | Stephen Hendry (SCO)      | 9–6  | Palace Hotel                    | Torquay, Anglia       | 2002/03 |
| 2004                            | Stephen Maguire (SCO)   | Jimmy White (ENG)         | 9–3  | Hilton Conference Centre        | Portomaso, Malta      | 2003/04 |
| Cupa Malta (2005–2007)          |                         |                           |      |                                 |                       |         |
| 2005                            | Stephen Hendry (SCO)    | Graeme Dott (SCO)         | 9–7  | Hilton Conference Centre        | Portomaso, Malta      | 2004/05 |
| 2006                            | Ken Doherty (IRL)       | John Higgins (SCO)        | 9–8  | Hilton Conference Centre        | Portomaso, Malta      | 2005/06 |
| 2007                            | Shaun Murphy (ENG)      | Ryan Day (WAL)            | 9–4  | Hilton Conference Centre        | Portomaso, Malta      | 2006/07 |
| Cupa Malta (invitațional, 2008) |                         |                           |      |                                 |                       |         |
| 2008                            | Shaun Murphy (ENG)      | Ken Doherty (IRL)         | 9–3  | Hilton Conference Centre        | Portomaso, Malta      | 2007/08 |
| Mastersul European (2016–)      |                         |                           |      |                                 |                       |         |
| 2016                            | Judd Trump (ENG)        | Ronnie O'Sullivan (ENG)   | 9–8  | Circul Globus                   | București, România    | 2016/17 |
| 2017                            | Judd Trump (ENG)        | Stuart Bingham (ENG)      | 9–7  | De Soeverein                    | Lommel, Belgia        | 2017/18 |
| 2018                            | Jimmy Robertson (ENG)   | Joe Perry (ENG)           | 9–6  | De Soeverein                    | Lommel, Belgia        | 2018/19 |
| 2020 (Jan)                      | Neil Robertson (AUS)    | Zhou Yuelong (CHN)        | 9–0  | Messe Dornbirn                  | Dornbirn, Austria     | 2019/20 |
| 2020 (Sep)                      | Mark Selby (ENG)        | Martin Gould (ENG)        | 9–8  | Marshall Arena                  | Milton Keynes, Anglia | 2020/21 |
| 2022 (Feb)                      | Fan Zhengyi (CHN)       | Ronnie O'Sullivan (ENG)   | 10–9 | Marshall Arena                  | Milton Keynes, Anglia | 2021/22 |
| 2022 (Aug)                      | Kyren Wilson (ENG)      | Barry Hawkins (ENG)       | 9–3  | Stadthalle Fürth                | Fürth, Germania       | 2022/23 |
| 2023                            | Barry Hawkins (ENG)     | Judd Trump (ENG)          | 9–6  | Kia Metropol Arena              | Nurnberg, Germania    | 2023/24 |